# Sông Pastaza
Pastaza (trước đây gọi là Sumatara) là một chi lưu lớn của sông Marañón tại Tây Bắc của bồn địa Amazon tại Nam Mỹ.
Đầu nguồn của sông nằm tại tỉnh Cotapaxi của Ecuador, chảy từ sườn tây bắc của núi lửa Cotopaxi và được gọi là sông Patate. Patate chảy về phía nam đến tỉnh Tungurahua và hợp lưu cùng sông Chambo ngay phía dưới thị trấn Baños de Agua Santa và ở ngay phía bắc núi lửa Tungurahua và trở thành Pastaza. Bảy km về phía đông của Baños, trên sông có dự án xây đập thủy điện Agoyan, và sẽ tạo ra một vùng đàm phá phù sa tại làng La Cieniga. Đập Agoyan được xây dựng tại một địa điểm cụ thế và thác nước Agoyan cách đó khoảng 5 km về phía hạ nguồn se không bị ảnh hưởng.  Sau thác nước, sông tiến vào một hẻm núi nơi có các ghềnh 4 tầng; trên sông cũng có người kết bè mặc dù được coi là có chất lượng tương đương với sông Tena và ít phổ biến với các hoạt động thể thao.
Từ ngã ba sông với Chambo, Pastaza chảy hầu như theo hướng đông với 275 kilômét (171 mi) rồi chuyển hướng đông nam, và nhận nước từ sông Topo. Đường cao tốc Troncal Amazonas chạy song song với sông từ Baños đến Puyo, qua 7 đường hầm, và bốn thác nước chính vốn là những địa điểm du lịch của người Ecuador. Sau khi qua thị trấn Santa Inez, sông Pastaza qua Pastaza, tại đây mó tạo nên ranh giới giữa tỉnh này với Morona-Santiago. Tại thị trấn Mera, một đoạn ngắn trước khi đến Puyo, sông thoát khỏi các ngọn núi và chảy vào một thung lũng rộng, trở nên rộng và nông hơn. Sau khi qua Shell Mera sông trở bện và uốn khúc, tạo nên các hồ vòng cổ và vũng lầy dọc theo dòng chảy qua đồng bằng ngập nước Amazon.
Sau khi chảy qua Ecuador, Pastaza chảy vào Peru tại làng Hito Zoilaluz on Isla Zoilaluz và chuyển hướng về phía nam hợp vào sông Marañón gần San Ramón.
Pastaza có nhiều chi lưu, cả phía trên và dưới đập thủy điện. Chúng góp phần vào dòng chảy nhanh và gây nên lũ lụt. Bên bờ phía có cao tốc của Pastaza, mỗi 3–4 km sông lại có một chi lưu còn bên phía đối diện thì là 50 km. Các chi lưu chính là Chambo, Bobonaza, và Huasaga, cũng khá quan trọng là Ambato, Pindo, và Puyo.
Không có ngành đánh bắt cá lớn trên sông Pastaza - sông chủ yếu đường dùng để vận chuyển bằng canô. Mực nước sông lên xuống không ổn định, song nước nông và có nhiều bãi cát.  Lũ lụt xảy ra theo mùa.